# Haití en los Juegos Olímpicos de Pekín 2008
Haití estuvo representado en los Juegos Olímpicos de Pekín 2008 por siete deportistas, tres hombres y cuatro mujeres, que compitieron en tres deportes.
El portador de la bandera en la ceremonia de apertura fue el yudoca Joel Brutus. El equipo olímpico haitiano no obtuvo ninguna medalla en estos Juegos.